# Чемпионат мира по горному бегу и трейлу 2023
Чемпионат мира по горному бегу и трейлу 2023 года прошёл с 7 по 10 июня в Инсбруке (Австрия). Разыгрывались 20 комплектов наград: по 10 в индивидуальном и командном первенствах (мужчины, женщины, юниоры и юниорки до 20 лет). Среди юниоров могли выступить спортсмены 2004 года рождения и моложе.
Тироль принимал чемпионат мира по горному бегу в четвёртый раз в истории. В 1990 и 1996 годах соревнования состоялись в Тельфес-им-Штубае, а в 2002 году — в Инсбруке. Трассы чемпионата были проложены по склонам Штубайских Альп в долине Штубайталь и долине реки Инн. Старт горного бега «вверх» находился в коммуне Нойштифт-им-Штубайталь на высоте 988 метров над уровнем моря, дистанция проходила по склонам горы Эльфершпитце, финишируя у гостевого дома Эльферхютте (2003 метра над уровнем моря). Для соревнований «вверх-вниз» использовался круг длиной 7,5 км, проложенный по улицам Инсбрука и склону хребта Нордкетте. Верхняя точка находилась на высоте 937 метров над уровнем моря. Дистанция короткого трейла (45,2 км) начиналась в Инсбруке и заканчивалась в Нойштифте, проходя по горнам хребтам Нордкетте и Кальккёгель. Участники соревнований в длинном трейле бежали в обратном направлении по более извилистому пути с дополнительным набором высоты.
На старт вышел 1041 бегун из 66 стран мира (502 мужчины, 418 женщин, 70 юниоров и 51 юниорка). В двух дисциплинах на чемпионате выступили 147 спортсменов (большинство совместило горный бег «вверх» и «вверх-вниз»). В горном беге каждая страна могла выставить до 4 человек в каждый из забегов, сильнейшие сборные в командном первенстве определялись по сумме мест трёх лучших из них. В трейле каждая страна могла выставить до 6 человек в каждый из забегов, сильнейшие сборные в командном первенстве определялись по сумме результатов трёх лучших из них.
Самая титулованная спортсменка в истории чемпионатов мира, Андреа Майр из Австрии, добавила в свою коллекцию ещё одну золотую медаль. В беге «вверх» 43-летняя легкоатлетка перед родными болельщиками завоевала 7 чемпионский титул в индивидуальном первенстве (и в 11 раз стала призёром турнира). Оторваться от кенийки Филарис Кисанг ей удалось на финишном подъёме длиной 700 метров с набором высоты 220 метров. С момента первой победы Майр в 2006 году прошло 17 лет.
Вслед за Майр и Кисанг финишировала чемпионка мира 2019 года Грейсон Мерфи из США. В последний день она добавила к этой бронзовой медали золотую, добытую на трассе «вверх-вниз». Американка стала единственной участницей, завоевавшей две индивидуальные медали на чемпионате.
В мужском горном беге доминировали бегуны из Кении и Уганды. Навязать им борьбу смог лишь Филимон Абрахам — выходец из Эритреи, представлявший Германию (на его счету бронза на трассе «вверх-вниз»). Кениец Патрик Кипнгено защитил чемпионский титул на дистанции с профилем «вверх».
Вторую победу подряд одержал и норвежец Стиан Агермунн в коротком трейле на 45,2 км. Действующий чемпион возглавлял забег со старта до финиша. Среди женщин долгое время лидировала Юдит Видер из Швейцарии, но перед началом заключительного 8-километрового спуска её обошла француженка Клементин Жеффре. На финише разрыв между ними составил 2 минуты. Во второй половине дня начался проливной дождь, из-за которого организаторы приняли решение остановить забег. По этой причине закончить дистанцию не смогли около 50 участников.
Длинный трейл на 86,9 км прошёл с превосходством Франции. Спортсмены из этой страны выиграли как личное, так и командное первенство у мужчин и женщин. Бронзовый призёр прошлого чемпионата Андреас Райтерер из Италии заработал более 6 минут преимущества к отметке 50 км, но после 66 км его обошёл будущий чемпион Бенжамен Рубьоль. На оставшемся участке Райтерер позволил приблизиться к себе Петеру Франо из Словакии, но всё же сохранил второе место. 23-летний Рубьоль оказался единственным, кто преодолел дистанцию быстрее 10 часов — за 9:52.59. Его отрыв от Райтерера составил чуть менее 8 минут. Похожим образом развивалась борьба в женском забеге. К 50-му км Катарина Хартмут из Германии имела преимущество над соперницами в 5 минут, которое на следующих 10 км ликвидировала француженка Марион Делепьер. Поменявшись местами, соперницы в таком же порядке пришли к финишу. Сложную трассу смогли преодолеть 122 мужчины из 161 и 69 женщин из 129 стартовавших, все остальные сошли.

## Расписание
| Дата         | Время | Забег                             |
| ------------ | ----- | --------------------------------- |
| 7 июня 2023  | 13:00 | Мужчины. Вверх                    |
| 7 июня 2023  | 14:00 | Женщины. Вверх                    |
| 8 июня 2023  | 09:00 | Мужчины и женщины. Короткий трейл |
| 9 июня 2023  | 06:30 | Мужчины и женщины. Длинный трейл  |
| 10 июня 2023 | 10:00 | Юниоры. Вверх-вниз                |
| 10 июня 2023 | 11:00 | Юниорки. Вверх-вниз               |
| 10 июня 2023 | 12:00 | Мужчины. Вверх-вниз               |
| 10 июня 2023 | 14:00 | Женщины. Вверх-вниз               |

Время местное (UTC+2:00)

## Призёры
Курсивом выделены участники, чей результат не пошёл в зачёт команды

### Мужчины
| Дисциплина                                           | Золото                                                                                   | Золото   | Серебро                                                                                     | Серебро  | Бронза | Бронза   |
| ---------------------------------------------------- | ---------------------------------------------------------------------------------------- | -------- | ------------------------------------------------------------------------------------------- | -------- | --- | -------- |
| Горный бег 7,1 км (вверх) перепад: +1020 м           | Патрик Кипнгено Кения                                                                    | 40.18    | Леви Кипротич Уганда                                                                        | 41.51    | Джосфат Кипротич Кения                                                                                               | 42.04    |
| Горный бег 7,1 км (вверх) (команды)                  | Кения · Патрик Кипнгено · Джосфат Кипротич · Филемон Кириаго · Хиллари Кимайо            | 11 очков | Уганда · Леви Кипротич · Элиуд Чероп · Дисмас Йеко                                          | 21 очко  | Швейцария · Роберто Делоренци · Доминик Ролли · Йонас Сольдини · Фабиан Эберзольд                                    | 45 очков |
| Горный бег 15 км (вверх-вниз) перепад: +781 м −781 м | Леонард Чемутаи Уганда                                                                   | 56.14    | Филемон Кириаго Кения                                                                       | 56.22    | Филимон Абрахам Германия                                                                                             | 56.27    |
| Горный бег 15 км (вверх-вниз) (команды)              | Кения · Филемон Кириаго · Патрик Кипнгено · Джосфат Кипротич · Хиллари Кимайо            | 15 очков | Италия · Чезаре Маэстри · Ксавье Шеврье · Альберто Вендер · Лучано Рота                     | 30 очков | Испания · Алехандро Гарсия · Андреу Бланес · Ибай Ларреа · Эдуардо Эрнандес                                          | 43 очка  |
| Трейл 45,2 км перепад: +3132 м −2719 м               | Стиан Агермунн Норвегия                                                                  | 4:19.00  | Томас Роуч Великобритания                                                                   | 4:21.18  | Лука Дель Перо Италия                                                                                                | 4:22.04  |
| Трейл 45,2 км (команды)                              | Великобритания · Томас Роуч · Джонатан Албон · Кристиан Джонс · Александр Чепелин        | 13:18.52 | Италия · Лука Дель Перо · Франческо Пуппи · Кристиан Миноджо · Даниэль Паттис · Андреа Рота | 13:26.32 | Франция · Тибо Бароньян · Фредерик Траншан · Томас Карден · Лоик Робер · Жюльен Ранкон                               | 13:34.38 |
| Трейл 86,9 км перепад: +6500 м −6920 м               | Бенжамен Рубьоль Франция                                                                 | 9:52.59  | Андреас Райтерер Италия                                                                     | 10:00.46 | Петер Франо Словакия                                                                                                 | 10:02.10 |
| Трейл 86,9 км (команды)                              | Франция · Бенжамен Рубьоль · Тибо Гарривье · Баптист Шассань · Николя Мартен · Поль Мату | 30:43.09 | США · Дрю Холмен · Зак Миллер · Эрик Липума · Кэлеб Олсон · Престон Гейтс                   | 30:48.17 | Италия · Андреас Райтерер · Давиде Кераз · Филипп Ауссерхофер · Риккардо Борджалли · Лука Арригони · Мануэль Бонарди | 31:29.55 |
| Юниоры 7,5 км (вверх-вниз) перепад: +374 м −374 м    | Джеймс Кирва Уганда                                                                      | 27.37    | Хоси Чемутаи Уганда                                                                         | 27.43    | Маттьё Бюрер Швейцария                                                                                               | 27.52    |
| Юниоры 7,5 км (вверх-вниз) (команды)                 | Швейцария · Маттьё Бюрер · Лоик Берже · Нино Фрайтаг                                     | 18 очков | Франция · Анатоль Берту · Жюль Монжейя · Жюль Баррьо · Шан Суар                             | 28 очков | Испания · Ян Торрелья · Маркос Вильямуэра · Маркос Лопес · Фабиан Венеро                                             | 32 очка  |

### Женщины
| Дисциплина                                           | Золото                                                                                         | Золото   | Серебро | Серебро  | Бронза | Бронза   |
| ---------------------------------------------------- | ---------------------------------------------------------------------------------------------- | -------- | --- | -------- | --- | -------- |
| Горный бег 7,1 км (вверх) перепад: +1020 м           | Андреа Майр Австрия                                                                            | 48.14    | Филарис Кисанг Кения                                                                                        | 48.51    | Грейсон Мерфи США                                                                                          | 49.22    |
| Горный бег 7,1 км (вверх) (команды)                  | Кения · Филарис Кисанг · Валентина Рутто · Джойс Мутони                                        | 17 очков | Германия · Лаура Хоттенротт · Доменика Майер · Ханна Грёбер · Лаура Хампель                                 | 33 очка  | Великобритания · Скаут Адкин · Сара Уиллхойт · Филиппа Уильямс · Кейт Эйвери                               | 51 очко  |
| Горный бег 15 км (вверх-вниз) перепад: +781 м −781 м | Грейсон Мерфи США                                                                              | 1:04.29  | Тове Александерссон Швеция                                                                                  | 1:05.26  | Джойс Мутони Кения                                                                                         | 1:06.40  |
| Горный бег 15 км (вверх-вниз) (команды)              | Кения · Джойс Мутони · Валентина Рутто · Филарис Кисанг                                        | 14 очков | Великобритания · Элис Гудолл · Скаут Адкин · Филиппа Уильямс · Холли Пейдж                                  | 43 очка  | Франция · Сесиль Жаруссо · Кристель Деваль · Элиза Понсе · Нели Клеман                                     | 46 очков |
| Трейл 45,2 км перепад: +3132 м −2719 м               | Клементин Жеффре Франция                                                                       | 4:53.12  | Юдит Видер Швейцария                                                                                        | 4:55.13  | Тереза Лебёф Швейцария                                                                                     | 5:09.29  |
| Трейл 45,2 км (команды)                              | Франция · Клементин Жеффре · Луиза Сербан-Пеноа · Люсиль Жермен · Мари Гонсалвеш · Ноэми Вашон | 15:35.53 | Швейцария · Юдит Видер · Тереза Лебёф · Нина Цоллер · Эмма Пули · Ариане Вильхем · Шелли Шенк               | 15:44.14 | США · Дженнифер Лихтер · Эмкей Салливан · Кимбер Мэттокс · Клер Родес · Бриттани Шарбоно · Бейли Ковальчик | 15:54.29 |
| Трейл 86,9 км перепад: +6500 м −6920 м               | Марион Делепьер Франция                                                                        | 11:22.31 | Катарина Хартмут Германия                                                                                   | 11:29.14 | Манон Боар-Кайе Франция                                                                                    | 11:34.22 |
| Трейл 86,9 км (команды)                              | Франция · Марион Делепьер · Манон Боар-Кайе · Одри Танги · Жослин Поли · Бландин Л’Ирондель    | 34:58.23 | Германия · Катарина Хартмут · Розанна Бухауэр · Ида-Софи Хегеман · Ева-Мария Шпергер · Мари-Луиза Мюльхубер | 35:32.01 | Италия · Мартина Вальмассои · Джудитта Турини · Марина Куньетто · Камилла Спаньол · Франческа Претто       | 36:20.08 |
| Юниорки 7,5 км (вверх-вниз) перепад: +374 м −374 м   | Ребекка Флаэрти Великобритания                                                                 | 33.20    | Инес Эро Испания                                                                                            | 33.27    | Лучия Арнольдо Италия                                                                                      | 33.42    |
| Юниорки 7,5 км (вверх-вниз) (команды)                | Великобритания · Ребекка Флаэрти · Амели Лейн · Лорен Расселл · Иви Уитакер                    | 10 очков | Франция · Марго Дажу · Алис Мюнье · Полин Троселье · Лили Бек                                               | 27 очков | Испания · Инес Эро · Надя Сото · Бланка Батлье · Лаура Ордиалес                                            | 27 очков |

## Медальный зачёт
Медали завоевали представители 13 стран-участниц.
 Принимающая страна
| Место | Страна         | Золото | Серебро | Бронза | Всего |
| ----- | -------------- | ------ | ------- | ------ | ----- |
| 1     | Франция        | 6      | 2       | 3      | 11    |
| 2     | Кения          | 5      | 2       | 2      | 9     |
| 3     | Великобритания | 3      | 2       | 1      | 6     |
| 4     | Уганда         | 2      | 3       | 0      | 5     |
| 5     | Швейцария      | 1      | 2       | 3      | 6     |
| 6     | США            | 1      | 1       | 2      | 4     |
| 7     | Австрия        | 1      | 0       | 0      | 1     |
| 7     | Норвегия       | 1      | 0       | 0      | 1     |
| 9     | Италия         | 0      | 3       | 4      | 7     |
| 10    | Германия       | 0      | 3       | 1      | 4     |
| 11    | Испания        | 0      | 1       | 3      | 4     |
| 12    | Швеция         | 0      | 1       | 0      | 1     |
| 13    | Словакия       | 0      | 0       | 1      | 1     |
| Всего | Всего          | 20     | 20      | 20     | 60    |